# Ludwig Wilhelm Gilbert
Ludwig Wilhelm Gilbert (Berlino, 12 agosto 1769 – Lipsia, 7 marzo 1824) è stato un fisico e chimico tedesco.
Dal 1799 al 1824 pubblicò la "Annalen der Physik",  "Annalen der Physik und Chemie" di Johann Christian Poggendorff era una continuazione.

## Biografia
Dopo aver studiato matematica e geografia all'Università di Halle, fu nominato professore nel 1795. Nel 1811 fu nominato professore di fisica all'Università di Lipsia e rimase in tale posizione fino alla sua morte. Morì a Lipsia.
Dal 1816 era stato corrispondente del Royal Institute of the Netherlands.